# Nyanzapithecus
Nyanzapithecus pickfordi — вимерлий вид приматів із середнього міоцену острова Мабоко, провінція Ньянза, Кенія. Він мав середню масу тіла близько 10 кг.
П'ятнадцять черепно-зубних зразків цього виду були зібрані на острові між 1933–73 роками.

## Морфологія зубів
Nyanzapithecus pickfordi має зубну формулу 2:1:2:3 як на верхній, так і на нижній щелепі. Верхні премоляри були довгими і мали щічні та язикові горбики, які нагадували один одного за розміром, нижні моляри мали глибокі виїмки. За морфологією зубів це був листоїдний вид.